# Martin Ravallion

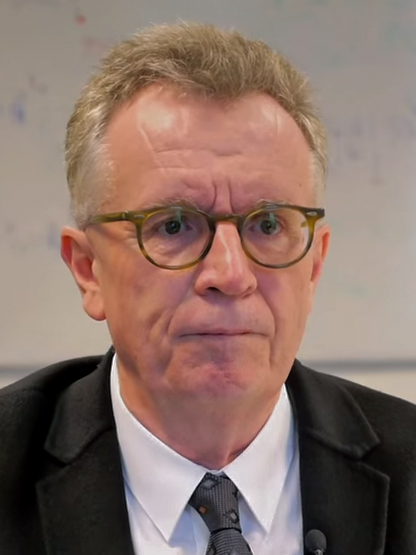
Martin Ravallion (2016)

Martin Ravallion (* 19. März 1952; † 24. Dezember 2022) war ein australischer Wirtschaftswissenschaftler. Er ist vor allem für seine Arbeiten im Bereich der Armutsforschung bekannt.

## Werdegang, Forschung und Lehre
Ravallion studierte Wirtschaftswissenschaft zunächst an der Universität Sydney, an der er 1974 als Bachelor of Science graduierte. Anschließend setzte er sein Studium an der London School of Economics fort. Dort schloss er 1978 als Master of Science ab und beendete drei Jahre später sein Ph.D.-Studium. 
Ravallion gehörte in der Folge zum akademischen Personal der Australian National University. Ab 1988 war er forschend für die Weltbank tätig, ab 2007 leitete er den Forschungsbereich als Direktor. 2012 folgte er einem Ruf der Georgetown University und wurde ordentlicher Professor an der Hochschule in Washington, D.C.
Ravallions Hauptforschungsinteresse galt der Armut und der Politik zu ihrer Bekämpfung. Er beriet zahlreiche Regierungen und internationale Organisationen zu diesem Thema und verfasste unter anderem fünf Bücher hierüber. Das von ihm Anfang der 1990er Jahre als Grenze für absolute Armut formulierte „Ein Dollar pro Kopf und Tag“ popularisierte sich in der Folge. Für seine Arbeit erhielt er mehrfach Auszeichnungen, 2015 wurde ihm der BBVA Foundation Frontiers of Knowledge Awards verliehen.